# Robert d'Aire
Robert d'Aire, né à Chartres et mort à Condé le 4 octobre 1174, est un prélat français  du XIIe siècle. Il est de naissance humble, on le dit fils d'un forgeron du diocèse de Chartres .
Prévôt de la cathédrale Saint-Donatien de Bruges, Robert est chancelier de Flandre sous le comte de Flandre Thierry d'Alsace puis devient le favori du fils de celui-ci, Philippe d'Alsace, qui l'appelle dans plusieurs chartes « clericus meus ».
Des contemporains considéraient que la faveur dont jouissait Robert ne pouvait s'expliquer que par l'ensorcellement dont était victime Philippe d'Alsace, Robert étant réputé entretenir des relations avec les démons. Ces commentateurs en étaient également arrivés à cette conclusion au vu de l'attitude de Robert, laquelle encourageait ces spéculations : intelligent, cultivé, mais aussi ambitieux et avide, il semblait n'avoir pour objectif que d'obtenir toujours plus du comte.
En quelques années, il passe ainsi prévôt de plusieurs chapitres de chanoines comme le chapitre de chanoines d'Aire-sur-la-Lys, de la cathédrale Notre-Dame de Saint-Omer, de la collégiale Saint-Amé de Douai et trésorier de Tours. Il est choisi pour succéder à l'évêque de Tournai, puis à l'évêque d'Arras mais n'est ni ordonné ni consacré sur aucun de ces postes, ce qui ne l'empêche pas d'être ensuite choisi en tant qu'évêque de Cambrai. 
En tant que prévôt d'Aire, il a fondé à ses frais une prébende dans la collégiale Saint-Pierre d'Aire-sur-la-Lys, vers 1168-1169. 
Il est victime de la fureur populaire et est tué à Condé en 1174.
Robert d'Aire est accusé  de négliger les devoirs de sa charge épiscopale, de spolier les subalternes pour satisfaire son luxe et son ambition, de s'immiscer dans des affaires séculières et dans des causes criminelles, de mépriser ceux qui lui donnaient des avis et de les accabler d'injures. Le meurtre fait beaucoup de bruit, et Jacques Ier d'Avesnes en est jugé l'instigateur. Robert d'Aire avait desservi ce seigneur dans la cour du comte. Pour se venger, Philippe saisit Guise et toutes les terres que Jacques possède dans le Vermandois, du chef de son épouse. Les auteurs du crime sont excommuniés par le pape Alexandre III.
Le corps de Robert est apporté à Aire et inhumé dans la sacristie de la collégiale, conformément aux souhaits exprimés par le prévôt.

## Source
- H. Fisquet, La France pontificale, Cambrai.
- Jules Rouyer, Recherches historiques sur le chapitre et l'église collégiale de Saint-Pierre d'Aire, dans Mémoire de la Société des antiquaires de la Morinie, 1858, Saint-Omer, p. 65-310, vue 549, lire en ligne.